# Xanthesma clethrosema
Xanthesma clethrosema är en biart som först beskrevs av Exley 1969.  Xanthesma clethrosema ingår i släktet Xanthesma och familjen korttungebin. Inga underarter finns listade i Catalogue of Life.